# Pseudanophthalmus pubescens
Pseudanophthalmus pubescens är en skalbaggsart som beskrevs av Horn. Pseudanophthalmus pubescens ingår i släktet Pseudanophthalmus och familjen jordlöpare. Inga underarter finns listade i Catalogue of Life.